# So's Your Old Man
So's Your Old Man è un film muto del 1926 diretto da Gregory La Cava e interpretato da W.C. Fields e da Alice Joyce. Il soggetto era un adattamento di Howard Emmett Rogers basato sulla storia Mr. Bisbee's Princess di Julian Street.
Venne rifatto da W.C. Fields in You're Telling Me! di Erle C. Kenton in versione sonora.

## Produzione
Il film fu girato a New York negli studi Astoria della Paramount a Queens.

## Distribuzione
Distribuito dalla Paramount Pictures, il film uscì nelle sale il 25 ottobre 1926.

## Riconoscimenti
Nel 2008 è stato scelto per essere conservato nel National Film Registry della Biblioteca del Congresso degli Stati Uniti.